# Segretario di Stato per la guerra e le colonie
Il segretario di Stato per la guerra e le colonie era una posizione del gabinetto britannico, responsabile per l'esercito e le colonie britanniche. 
Il dipartimento è stato creato nel 1801. Nel 1854 è stato diviso in segretario di Stato per la guerra e segretario di Stato per le colonie. 

## Segretari di Stato per la guerra e le colonie (1801-1854)
| Nome                                         | Nome | Durata del mandato                | Partito politico | Primo ministro                                   |
| -------------------------------------------- | ---- | --------------------------------- | ---------------- | ------------------------------------------------ |
| Robert Hobart, IV conte di Buckinghamshire   |      | 17 marzo 1801-12 maggio 1804      | Tory             | Henry Addington, I visconte Sidmouth             |
| John Pratt, I marchese di Camden             |      | 14 maggio 1804-10 luglio 1805     | Tory             | William Pitt il Vecchio                          |
| Robert Stewart, visconte Castlereagh         |      | 10 luglio 1805-5 febbraio 1806    | Tory             | William Pitt il Vecchio                          |
| William Windham                              |      | 5 febbraio 1806-25 marzo 1807     | Whig             | William Grenville, I barone Grenville            |
| Robert Stewart, visconte Castlereagh         |      | 25 marzo 1807-1º novembre 1809    | Tory             | William Cavendish-Bentinck, III duca di Portland |
| Robert Jenkinson, II conte di Liverpool      |      | 1º novembre 1809-11 giugno 1812   | Tory             | Spencer Perceval                                 |
| Henry Bathurst, III conte Bathurst           |      | 11 giugno 1812-30 aprile 1827     | Tory             | Robert Jenkinson, II conte di Liverpool          |
| Frederick John Robinson                      |      | 30 aprile 1827-3 settembre 1827   | Tory             | George Canning                                   |
| William Huskisson                            |      | 3 settembre 1827-30 maggio 1828   | Tory             | Frederick John Robinson                          |
| George Murray                                |      | 30 maggio 1828-22 novembre 1830   | Tory             | Arthur Wellesley, I duca di Wellington           |
| Frederick John Robinson                      |      | 22 novembre 1830-3 aprile 1833    | Whig             | Charles Grey, II conte Grey                      |
| Edward Smith-Stanley, XIV conte di Derby     |      | 3 aprile 1833-5 giugno 1834       | Whig             | Charles Grey, II conte Grey                      |
| Thomas Spring Rice                           |      | 5 giugno 1834-14 novembre 1834    | Whig             | William Lamb, II visconte Melbourne              |
| Arthur Wellesley, I duca di Wellington       |      | 17 novembre 1834-9 dicembre 1834  | Tory             |                                                  |
| George Hamilton Gordon, IV conte di Aberdeen |      | 20 dicembre 1834-8 aprile 1835    | Conservatore     | Sir Robert Peel                                  |
| Charles Grant, I barone Glenelg              |      | 18 aprile 1835-20 febbraio 1839   | Whig             | William Lamb, II visconte Melbourne              |
| Constantine Phipps, I marchese di Normanby   |      | 20 febbraio 1839-30 agosto 1839   | Whig             | William Lamb, II visconte Melbourne              |
| John Russell, I conte di Russell             |      | 30 agosto 1839-30 agosto 1841     | Whig             | William Lamb, II visconte Melbourne              |
| Edward Smith-Stanley, XIV conte di Derby     |      | 3 settembre 1841-23 dicembre 1845 | Conservatore     | Sir Robert Peel                                  |
| William Ewart Gladstone                      |      | 23 dicembre 1845-27 giugno 1846   | Conservatore     | Sir Robert Peel                                  |
| Henry Grey, III conte Grey                   |      | 6 luglio 1846-21 febbraio 1852    | Whig             | John Russell, I conte di Russell                 |
| John Pakington, I barone di Hampton          |      | 27 febbraio 1852-17 dicembre 1852 | Conservatore     | Edward Smith-Stanley, XIV conte di Derby         |
| Henry Pelham-Clinton, V duca di Newcastle    |      | 28 dicembre 1852-10 giugno 1854   | Peelite          | George Hamilton Gordon, IV conte di Aberdeen     |